# Westfälische Pilzbriefe
Westfälische Pilzbriefe war eine wissenschaftliche Zeitschrift für Mykologie, die von 1957 bis 1986 erschien. Herausgeber war Hermann Jahn. Die Artikel der international verbreiteten Zeitschrift widmeten sich schwerpunktmäßig der Morphologie, Systematik und Ökologie der Porlinge. Daneben wurden auch Beiträge zu Pilzsippen anderer Gruppen, etwa der Rinden- und Schichtpilze (Corticiaceae) veröffentlicht.